# Louis Poinsot

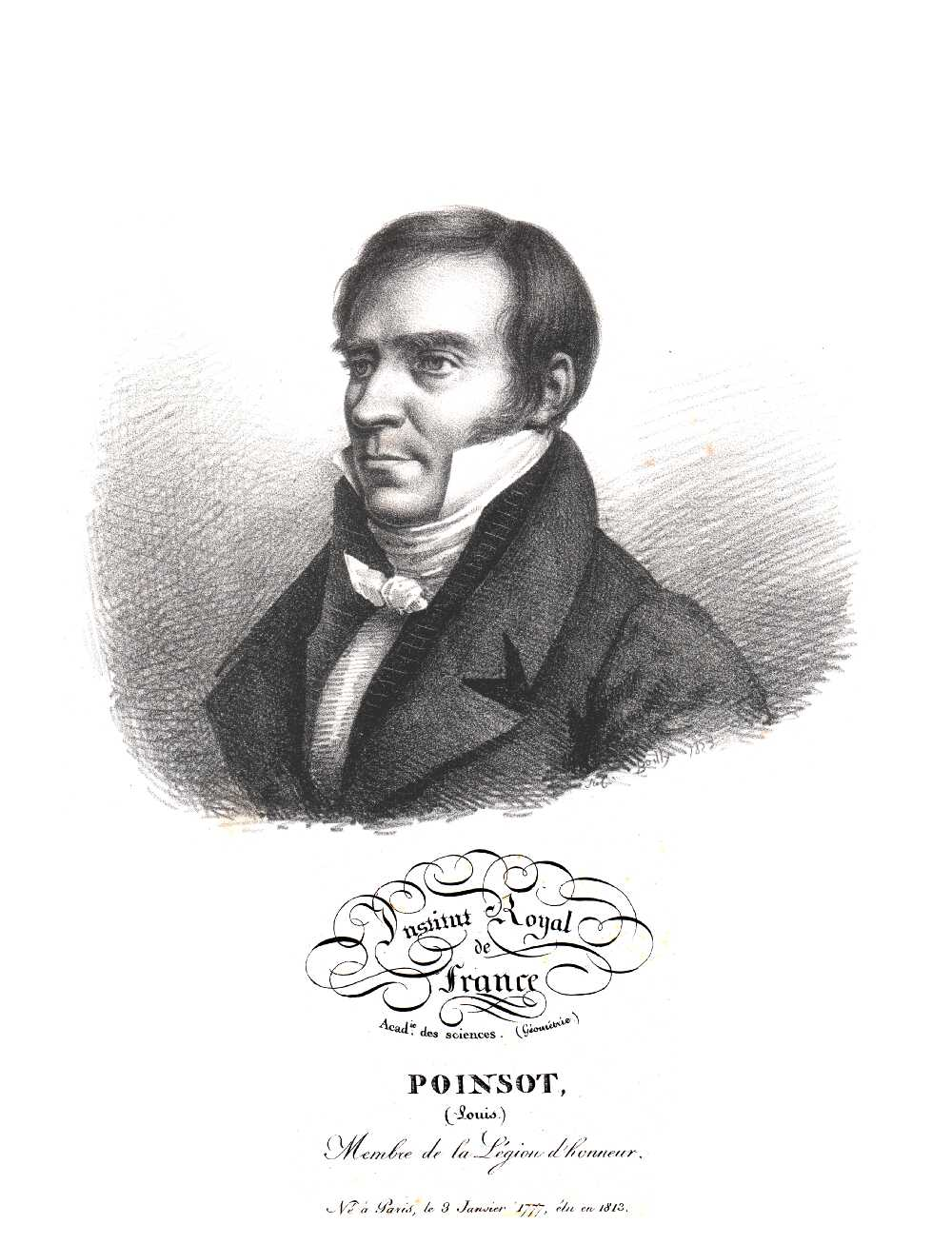
Louis Poinsot, Porträt von Julien Léopold Boilly (1796–1874)

Louis Poinsot (* 3. Januar 1777 in Paris; † 5. Dezember 1859 ebenda) war ein französischer Mathematiker. Ab 1813 war er Mitglied der Académie des sciences.

## Leben
Poinsot besuchte das Lycée Louis-le-Grand als Vorbereitung auf sein Studium ab 1794 an der École polytechnique. Er wechselte 1797 an die École Nationale des Ponts et Chaussées (Schule für Brücken- und Straßenbau), wo er als Ingenieur abschloss. Dann entdeckte er aber die Mathematik als seine wahre Leidenschaft, veröffentlichte 1803 sein Statik-Buch, wo er die Theorie des Kräftepaars begründete, und wurde daher zunächst Lehrer – von 1804 bis 1809 – für Mathematik am Pariser Lycée Bonaparte. 1809 bekam er eine Assistenz-Professur an der École Polytechnique. Die Lehrverpflichtungen gab er jedoch ab 1812 an andere weiter (Antoine André Louis Reynaud und danach Augustin Louis Cauchy) und 1816 gab er seine Professur auf, war aber noch zehn Jahre lang Examinator für die Aufnahmeprüfungen.
Poinsot belebte mit Gaspard Monge das Studium der Geometrie in Frankreich, wandte diese auf die Mechanik an (beispielsweise in seiner geometrischen Theorie des kräftefreien Kreisels, Poinsot’sche Konstruktion) und entdeckte vier neue reguläre Polyeder (von denen aber zwei schon Johannes Kepler bekannt waren, was er nicht wusste; siehe Kepler-Poinsot-Körper).
1813 wurde er als Nachfolger von Joseph-Louis Lagrange in die Académie des sciences gewählt. Von 1835 bis zu seinem Tod arbeitet er am Bureau des Longitudes. Er war auch in verschiedenen Gremien für die Hochschulbildung in Frankreich aktiv. 1846 wurde er als Offizier in die Ehrenlegion aufgenommen. 1858 schließlich wurde er auch Mitglied der Londoner Royal Society.
Er unterstützte die Erbauung des Eiffelturms und ist die Nummer 45 auf der Liste der 72 Namen als Anerkennung seiner wissenschaftlichen Beiträge für Alexandre Gustave Eiffel. 1858 wurde er als korrespondierendes Mitglied in die Preußische Akademie der Wissenschaften aufgenommen.
1970 wurde der Mondkrater Poinsot nach ihm benannt.

## Werke
Seine wichtigsten Arbeiten sind:
- Éléments De Statique. Calixte-Volland, Paris 1803
- Théorie Nouvelle de la rotation des corps. Bachelier, Paris 1834